# Дюваль, Роберт
Ро́берт Се́лден Дюва́ль (англ. Robert Selden Duvall; род. 5 января 1931[…], Сан-Диего, Калифорния) — американский актёр, режиссёр и продюсер, снявшийся в таких значительных картинах, как «Военно-полевой госпиталь», «Крёстный отец» и «Апокалипсис сегодня». Обладатель «Оскара» за лучшую мужскую роль в фильме 1983 года «Нежное милосердие» (а также шестикратный номинант на эту награду), лауреат премии BAFTA, двух «Эмми» и четырёх «Золотых глобусов».
Роберт Дюваль, ветеран американского кинематографа, создал ряд запоминающихся драматических образов, среди которых были как среднестатистические американцы, полицейские и рейнджеры, так и знаменитые политические деятели генерал Роберт Ли, Иосиф Сталин. В 1970-х и 1980-х годах многие фильмы с его участием получали престижные международные награды и премии в области кинематографии, а среди коллег по актёрскому ремеслу он является лидером по числу фильмов с его участием, включенных в 100 лучших фильмов по версии Американского института киноискусства. По признанию актёра, его любимым жанром в кино является вестерн.

## Биография
Дюваль родился в Сан-Диего в семье Уильяма Говарда Дюваля, профессионального военного, позднее ставшего адмиралом. Мать Роберта Дюваля, Милдред Вирджиния Харт, является прямым потомком генерала Роберта Ли, командовавшего силами Конфедерации во время Гражданской войны в США. Отец Дюваля принадлежал к Методистской церкви, Роберт и его мать являлись последователями Христианской науки Мэри Бейкер-Эдди. Будучи сыном военного, какое-то время Дюваль с родителями жил в Аннаполисе, недалеко от Военно-морской академии США. Он посещал школу Северн (англ. Severn School) в Северна-Парке (штат Мэриленд) и школу Принципиа (англ. The Principia) в Сент-Луисе (штат Миссури). В 1953 году окончил колледж Принципиа (англ. The Principia College), образовательный центр Христианской науки, в городе Элса, штат Иллинойс. Дюваль служил в армии США с 19 августа 1953 года по 20 августа 1954 года, демобилизовался в звании рядовой первого класса.
В 1954 году Роберт Дюваль поступил в школу актёрского мастерства Neighborhood Playhouse в Нью-Йорке. Во время учёбы Дюваль подрабатывал клерком на почте. В школе он познакомился с Джином Хэкменом и Дастином Хоффманом, с которыми он впоследствии неоднократно встретится на съемочных площадках. Наставником Дюваля в театральной школе был Сэнфорд Майснер. Мейснер задействовал Дюваля в своей постановке пьесы Хортона Фута The Midnight Caller. Сотрудничество Роберта Дюваля и Хортона Фута позднее продолжилось и сыграло значительную роль в актёрской карьере Дюваля. Именно Фут порекомендовал Роберта Дюваля на роль «Страшилы» Рэдли в фильме 1962 года «Убить пересмешника».

## Карьера

### Театр
С 1952 года играл в постановках в театре Gateway Playhouse (англ.), в Беллпорте (англ.). Свою актёрскую карьеру на Офф-Бродвее Дюваль начал в нью-йоркском театре Гейт (англ.), где в 1958 году он исполнил роль Фрэнка Гарднера в спектакле «Профессия миссис Уоррен» по пьесе Бернарда Шоу. Было сыграно 5 спектаклей, премьера состоялась 25 июля 1958 года. Новой театральной работой Роберта Дюваля стала роль Дага в спектакле «Зови меня по имени», поставленном по пьесе Майкла Шартлифа на сцене театра One Sheridan Square. Премьера состоялась 31 января 1961 года.
В 1962 году Улу Гросбард поставил на сцене театра Sheridan Square Playhouse спектакль «Дни и ночи Биби Фенстермэйкер» по пьесе американского драматурга Уильяма Снайдера. Роберт Дюваль сыграл в спектакле роль Боба Смита.
28 января 1965 года в театре Sheridan Square Playhouse (англ.) состоялась премьера спектакля «Вид с моста» по одноимённой пьесе Артура Миллера. Режиссёрами постановки выступили Улу Гросбард и Дастин Хоффман. Всего было сыграно 780 спектаклей, последнее представление было дано 11 декабря 1966 года. Роберт Дюваль сыграл роль Эдди и в 1965 году был награждён премией Obie «за выдающееся исполнение» этой роли.
В следующем году Дюваль сыграл в бродвейской постановке пьесы Фредерика Нотта «Дождись темноты». Эта пьеса позднее легла в основу фильма «Дождись темноты» 1967 года режиссёра Теренса Янга, в главной роли снялась Одри Хепбёрн. Роберт Дюваль создал образ психопата Гарри Роута младшего, спектакль стал сенсацией Бродвея 1966 года.

### Телевидение и первые роли в кино
В 1959 году Дюваль дебютировал на телевидении, где в телешоу Театр Армстронг Сёркл сыграл эпизодическую роль в сериале «Побег из тюрьмы» (англ. The Jailbreak)IMDb. В 1960 году ему досталась ещё одна эпизодическая роль в сериале «Точное опознание»IMDb, который шёл с 1950 по 1957 год на телеканале NBC и с 1957 по 1963 год на телеканале CBS, и представлял собой экранизацию произведений именитых писателей и драматургов.
Затем последовало ещё несколько приглашений на телевидение, в том числе на эпизодические роли в детективах, криминальных драмах. В частности, он снялся в телесериалах «Альфред Хичкок представляет», «Беззащитный город», «Неприкасаемые», «Маршрут 66», «Сумеречная зона», «За гранью возможного», «Домушники», «Беглец», и «Подразделение».
Кинодебют Дюваля состоялся в 1962 году, когда он сыграл второстепенную роль Артура «Страшилы» Рэдли, подростка, прожившего большую часть своей жизни взаперти, в фильме «Убить пересмешника», за который Грегори Пек получил «Оскар». Фильм до сих пор считается лучшей экранизацией романа Харпер Ли, а дебют Дюваля в этом фильме, безусловно, является воплощением одного из самых знаменитых в литературе и искусстве архетипов: невидимого монстра, который при встрече оказывается нежным, измученным и чутким существом. Роль потребовала от Дюваля большого актёрского мастерства, поскольку создавать образ Страшилы он должен был без слов, с помощью языка тела и жестов. Его присутствие на экране было минимальным, и появляется он лишь в самом конце.
В 1960-е годы он сыграл ещё несколько ролей в кино, среди которых были не только эпизодические, но уже и роли второго плана. В 1963 году Дюваль сыграл Капитана Пола Кабота Уинстона в фильме «Капитан Ньюмэн, доктор медицины», ставшем вторым для Дюваля кинофильмом, где его коллегой и партнёром по съёмочной площадке был Грегори Пек.
Знаковой, хотя и второстепенной, была роль Чиза в фильме 1968 года «Обратный отсчёт»IMDb. Этот кинофильм был снят в жанре фантастики, но лишён модных спецэффектов, выстрелов, реконструкции внешнего вида комического корабля. Все сцены с участием Роберта Дюваля были основаны на драматических переговорах его героя из центра управления с персонажем Джеймса Каана, летящего в капсуле к Луне. Дуэт Дюваля и Каана вновь появится на экранах в 1969 году в фильме «Люди дождя» и в 1972 году в фильме «Крёстный отец».
В 1969 году Роберт Дюваль был приглашён на роль Гордона в фильме Фрэнсиса Форда Копполлы «Люди дождя», а также на роль преступника «Счастливчика» Неда Пиппера в вестерне 1969 года «Настоящее мужество», получившем множество кинематографических премий и наград.

### 1970—1989-е годы
С начала 1970-х годов в кинокарьере Роберта Дюваля наступил новый период. Он воплотил образ майора Фрэнка Бёрнса в фильме «Военно-полевой госпиталь». Фильму сопутствовал большой успех, а для Дюваля он стал первым комедийным фильмом. Дюваль доказал, что ему под силу не только драматические роли, но и юмористические образы.
Известность пришла к Роберту Дювалю с его первой главной ролью в культовом фильме Джорджа Лукаса «THX 1138». В интервью газете The Times 21 июня 2007 года Дюваль признался, что после работы с Лукасом он был уверен, что «парень станет лучшим режиссёром своего поколения».
После первого настоящего успеха последовала следующая знаковая роль — адвоката Тома Хейгена в оскароносном «Крёстном отце» Копполы. За эту роль в 1972 году Дюваль был номинирован на премию «Оскар» в номинации «лучшая роль второго плана». В 1974 году Коппола пригласил Дюваля сняться в продолжении, фильме «Крёстный отец 2». Роль юриста мафиозного клана принесла Дювалю признание публики и критиков. В основе успеха, по мнению кинокритиков, лежало умение Дюваля полностью перевоплотиться в образ своего героя, а при его появлении на экране он воспринимался не как актёр Роберт Дюваль в образе, а именно как Том Хейген. К третьей части трилогии персонаж Дюваля «умер», а причиной смерти назван несогласованный гонорар актёра за роль.
Однако настоящий успех и международное признание пришли к Роберту Дювалю после выхода на экраны фильма «Апокалипсис сегодня», в котором он сыграл роль подполковника Килгора, принесшую ему очередную номинацию на «Оскар», премии BAFTA и «Золотой глобус» (в номинациях «лучшая мужская роль второго плана»), и ставшую безусловной актёрской удачей Дюваля. Его актёрскую работу критики называли «поразительной по силе и очарованию». В одном из эпизодов фильма Дюваль произнёс свою знаменитую фразу «Люблю запах напалма по утрам». Однако, по признанию самого Дюваля, он был «раздосадован тем, что Коппола вырезал из фильма эпизод, который в полной мере раскрыл бы характер его персонажа». Тем не менее, Дюваль продолжает считать режиссёра талантливым. Образ подполковника Килгора занимает 59 строчку в списке 100 величайших ролей всех времён по версии журнала Premier Magazine.
После триумфального «Апокалипсиса» последовали другие значительные роли, в том числе второплановая роль в фильме «Телесеть», за которую Дюваль снова был номинирован на премию BAFTA, и роль подполковника Мичама в фильме 1979 года «Великий Сантини», за которую Дюваль был вновь номинирован на «Оскар» в номинации «лучшая мужская роль».
После успеха в кино Дюваль не отказался от театральных ролей и в 1977 году вновь вернулся на бродвейские подмостки. Он сыграл роль Уолтера Коула в спектакле режиссёра Дэвида Мамета (англ. David Mamet) «Американский буффало» и получил престижную театральную премию Drama Desk Award в номинации «Лучшая актёрская работа». Эта роль стала последней к настоящему моменту театральной работой Роберта Дюваля.
В 1980-е годы Дюваль продолжал сниматься в серьёзном кино. В этот период он создал несколько запоминающихся драматических образов: циничный спортивный комментатор Макс Мёрси в фильме 1984 года «Самородок», детектив отдела полиции Лос-Анджелеса Боб Ходжес в фильме 1988 года «Цвета».
«Оскар» за лучшую мужскую роль Дюваль получил за роль Мака Следжа, исполнителя песен в стиле кантри, в фильме 1983 года «Нежное милосердие». Известный кинокритик Роджер Эберт из газеты Chicago Sun-Times утверждает, что Хортон Фут, автор сценария фильма, рекомендовал когда-то Дюваля на его первую кинороль в фильме «Убить пересмешника», а позже также рекомендовал его на роль в картинах «Завтра» (1972) и «Нежное милосердие». Исполнение Робертом Дювалем роли Следжа занимает 14 место в списке 100 самых лучших актёрских работ всех времён по версии журнала Premier Magazine.
В 1989 году Дюваль снялся в мини-сериале «Одинокий голубь» в роли Гуса Маккрэя, бывшего техасского рейнджера. Эта роль принесла ему ещё один «Золотой глобус» и номинацию на премию «Эмми» за лучшую актёрскую работу в телесериале.

Самое интересное, что тогда как люди во всём мире помнят меня в основном за Килгора, большая часть Америки узнаёт меня после «Одинокого голубя». Из всех ролей, которые я когда-либо сыграл, и несмотря на то, что «Крёстный отец» был гораздо лучше с точки зрения режиссуры, «Одинокий голубь» — моя любимая роль. Я люблю вестерны.
Оригинальный текст (англ.)But what's funny is that while people internationally remember me most for Kilgore, in most of America people recognise me from Lonesome Dove. And of all the parts I've played, and while The Godfather was much better directed, Lonesome Dove is my favourite. I love westerns.
— Роберт Дюваль
Ещё в 1970-х годах актёр решил попробовать себя в роли режиссёра. Его дебютом стал документальный фильм «Мы не робкого десятка» («We’re Not the Jet Set»IMDb) в 1977 году, рассказывающий о семье фермеров из Небраски, занимающихся родео. В 1983 году Дюваль выступил в качестве автора сценария и режиссёра кинофильма «Анджело, моя любовь» об истории Анжело Эванса, мальчика из цыганской семьи, живущего на улицах Нью-Йорка. Фильм был благосклонно принят публикой и критиками.

### 1990—2000-е годы
В 1990-е годы Дюваль активно снимался, иногда выпуская по четыре фильма в год.
Знаковым фильмом начала 1990-х для Дюваля стала трогательная роль папаши Хиллера в мелодраме «Слабая Роза», которого пытается соблазнить деревенская девушка-нимфоманка, ставшая любимицей и проклятием семьи Хиллеров. Сценарий и актёрская работа Роберта Дюваля были высоко оценены кинокритиками. В отзывах нередко описывают одну из самых примечательных сцен фильма, попытку Розы соблазнить Хиллера:

 — Я не могу целовать тебя. Я целую только миссис Хиллер.
Роза подставляет ему свои губы, он продолжает:
 — Я стою под Фермопилами, персы не пройдут!

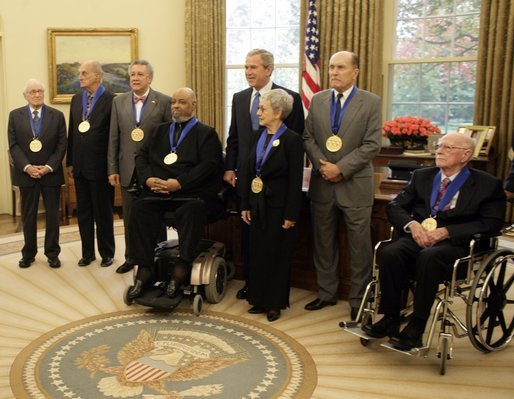
Роберт Дюваль (второй справа) и другие кавалеры «Медали за достижения в искусстве» на приёме у Джорджа Буша-мл. в Овальном кабинете Белого дома, ноябрь 2005

Другие роли, сыгранные им в этот период, подтверждают широкий спектр его актёрских возможностей, среди таких ролей и полицейский, готовящийся уйти на пенсию («С меня хватит!»), и кубинский пенсионер («Я боролся с Эрнестом Хемингуэем»), и редактор нью-йоркской газеты («Газета»), и провинциальный доктор («Феномен»), и астронавт в фильме «Столкновение с бездной», и ковбой в вестерне «Открытый простор», и футбольный тренер в «Бей и кричи», а также чемпион Лас-Вегаса по покеру в «Везунчике» и капитан полиции Нью-Йорка в «Хозяевах ночи».
Новый успех и очередная номинация на премию «Оскар» последовали за роль харизматичного протестантского священника Улисса «Сонни» Дьюи в фильме 1997 года «Апостол». Дюваль также выступил режиссёром и автором сценария этого фильма. Фильм был снят на собственные средства актёра, а сценарий написан им за 15 лет до начала съёмок. Лента триумфально прошла по американским кинотеатрам. Работа Дюваля получила позитивные отклики в прессе, а Дюваль «в очередной раз подтвердил то, что все и так знают: он один из величайших актёров своего времени». Этим фильмом Роберт Дюваль разрушил все стереотипы, созданные обществом о проповедниках, но сделал это без карикатурных и высмеивающих их приёмов. Будучи человеком верующим, Дюваль давно мечтал об этом проекте, он также признался, что «Голливуд создает отличные блокбастеры, но когда дело касается религиозной тематики, телевидение и Голливуд делают это грязно». Для придания фильму достоверности Дюваль пригласил на съемочную площадку обычных прихожан, которые играли в фильме самих себя.
В 2002 году Дюваль снял кинофильм «Убийственное танго» — триллер об одном из своих увлечений — танго. Это ещё один авторский фильм Роберта Дюваля, он является автором сценария, режиссёром и исполнителем главной роли, а основной женский образ создала нынешняя жена Дюваля, актриса Лусиана Педраса.
В 2003 году в фильме «Боги и генералы» Дюваль воплотил образ командующего войсками Конфедерации генерала Ли, своего предка. Фильм снимался на ранчо недалеко от владений Дюваля в штате Виргиния
В 2009 году был удостоен множества наград за роль деревенского отшельника в драме «Похороните меня заживо», в том числе номинации на премию Гильдии киноактёров США, и считался одним из ключевых претендентов на «Оскар», но в итоге не вошёл в шорт-лист.
Спустя пять лет образ авторитетного судьи, обвиняющегося в убийстве, в картине «Судья», вновь принёс Дювалю выдвижение на премию Гильдии киноактёров США и первую за почти десять лет номинацию на «Золотой глобус». Также Дюваль 4-й раз в карьере был номинирован на «Оскар» за лучшую мужскую роль второго плана (спустя 42 года после первой номинации за «Крёстного отца»), но премия досталась Джей Кей Симмонсу.
В многочисленных интервью Роберт Дюваль признавался, что вестерн является его любимым жанром в кино. Своё пристрастие он обычно комментирует таким образом:

Послушайте, англичане ставят Шекспира, французы Мольера, русские Чехова — а мы делаем вестерны. Два года, проведённые мной в юности на ранчо моего дяди в Монтане, наделили меня знаниями и умением делать вестерны.
Оригинальный текст (англ.)Look, the English do Shakespeare, the French do Molière, the Russians do Chekhov — we do westerns. Spending two years on my uncle’s ranch in Montana as a young man gave me the wisdom and the thrust to do westerns, I feel.

## Амплуа и оценка творчества
Роберт Дюваль — драматический актёр. Многие его роли высоко оценены публикой и критиками, отмечены международными премиями и наградами. Его нередко сравнивают с крупнейшими актёрами мирового кино, в частности газета The New York Times назвала его «американским Лоренсом Оливье». В коллекции сыгранных им ролей большое количество военных, полицейских и рейнжеров, исторические деятели прошлого (Генерал Роберт Ли, Иосиф Сталин, Президент Эйзенхауэр, Адольф Эйхман и знаменитый преступник Джесси Джеймс), а также обычные американцы. Среди литературных персонажей отдельно можно выделить Артура Рэдли в «Убить пересмешника» и доктора Ватсона в фильме «Семипроцентный раствор». Такой широкий диапазон исполняемых ролей позволяет критикам характеризовать Роберта Дюваля как многопланового актёра. Следует отметить, что среди большого количества положительных отзывов о творчестве Дюваля в целом, есть и критические оценки, которые, в большей степени, относятся к фильмам в целом, нежели к самой актёрской работе Дюваля. Так, фильм «Дорога», являющийся экранизацией романа лауреата пулитцеровской премии Кормака Маккарти, по мнению кинокритика газеты Pittsburgh Tribune является слабым и значительно проигрывает оригиналу, несмотря на «замечательный актёрский состав» (Мортенсен и Дюваль). По утверждению корреспондента газеты The New York Times, опубликованному в 1989 году, за тридцатилетнюю актёрскую карьеру Роберт Дюваль не получил практически ни одного негативного отзыва о своей работе. Среди телевизионных ролей Роберта Дюваля есть много фильмов, снятых в жанре вестерн. Этот же жанр является любимым в кино для самого актёра. Дюваля нередко сравнивают с Клинтом Иствудом, другим актёром, знаменитым благодаря этому жанру. Критики, в частности Элисон Уолдмэн из TV Squad, признают, что такой актёр, как Роберт Дюваль, необходим телевидению, он может сыграть всё, что угодно, и делает высококлассным любой проект, в котором участвует. При анализе его творческой карьеры, однако, невольно возникает вопрос: почему при таком количестве успешных ролей и полученных восторженных отзывов профессионалов, Дюваль является обладателем лишь одного «Оскара», полученного им в 1983 году? При этом, ещё в 1960 году мастер кинематографии и учитель Дюваля, Сэнфорд Мейснер, признался, что на тот момент были только два великих американских актёра: первый Брандо, а второй Дюваль.
Профессионалы также отмечают серьёзность работы Роберта Дюваля над любой ролью, будь то эпизод в телесериале или главная роль в художественном фильме. Его убедительность в любом образе позволила ему сотрудничать с такими именитыми режиссёрами, как Фрэнсис Форд Коппола, Джордж Лукас, Лассе Халльстрём, Рон Ховард, Роберт Олтмен. Он был одним из любимых актёров Копполы, о чём, в частности, свидетельствует пять фильмов режиссёра, в которых он снял Дюваля. При этом Дюваль признается, что лучшие режиссёры, с которыми он когда-либо работал, всегда оставляли его в покое на съемочной площадке, полагаясь на его видение того или иного эпизода. Готовясь к съемкам своего авторского фильма «Апостол», Роберт Дюваль опасался браться за режиссуру, а Коппола, Улу Гросбард и Ричард Пирс убедили его, что он готов снять такое кино, что чувствует тему лучше, чем даже они. В разговоре о влиянии на него, как актёра и режиссёра, Роберт Дюваль отдельно отмечает Мартина Скорсезе, Эмира Кустурицу, чей фильм «Папа в командировке» потряс Дюваля, и Кена Лоуча и его работу в фильме «Кес». Фильм оказал на Дюваля большое влияние, его особенно впечатлило то, что даже понимая, что фильм игровой, у него оставалось впечатление, что это документалистика. Дюваля восхищает режиссёрская манера Кена Лоуча, его подход к актёрам и построение съемочного процесса на импровизации. Такой стиль работы Роберт Дюваль сам успешно применял на съемках собственного фильма «Убийственное танго». А по признанию Кевина Костнера, который работал с Дювалем в фильме «Открытый простор» в качестве режиссёра и партнёра, Дюваль бывает груб с режиссёрами, которые диктуют ему, что и как делать. Успех их совместной работы во многом определялся тем, что Дювалю понравилась режиссёрская манера Костнера.

## Роберт Дюваль об актёрском мастерстве
Я всегда помню то, что Сэндфорд Мейснер, мой учитель актёрского мастерства, говорил нам. Когда вы создаёте образ, это как делать стул, за тем лишь исключением, что вместо дерева вы делаете его из себя самого. Это и есть актёрское ремесло — вложить всего себя в образ.
Оригинальный текст (англ.)I've always remembered something Sanford Meisner, my acting teacher, told us. When you create a character, it's like making a chair, except instead of making someting out of wood, you make it out of yourself. That's the actor's craft--using yourself to create a character.— Роберт Дюваль 
Интервью газете Los Angeles Times 
 18 марта 1998 года

## Личная жизнь

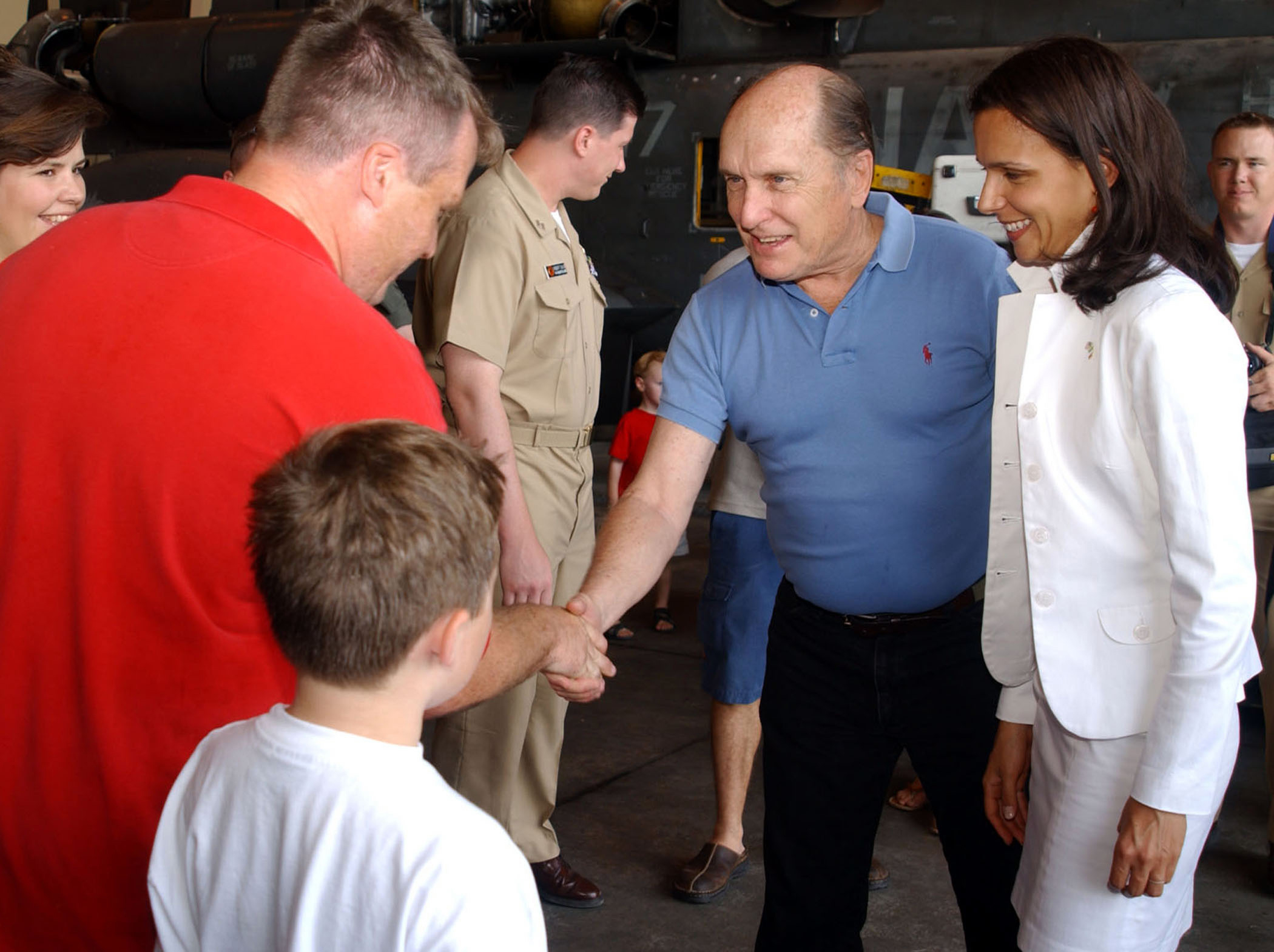
Роберт Дюваль и Лусиана Педраса, 2003 год

Роберт Дюваль был женат четыре раза, детей ни в одном из четырёх браков у актёра не родилось.
- Его первой женой стала Барбара Бенджамин, брак с ней был заключен 31 декабря 1964 года и продлился 11 лет, закончившись разводом в 1975 году.
- Второй раз Дюваль женился 22 августа 1982 года на актрисе Гейл Янгс. Пара оформила развод в 1986 году.
- Третьей женой актёра стала Шэрон Брофи, брак был заключен 1 мая 1991 года и продлился до 1996 года.
- Четвёртой женой Роберта Дюваля, с которой он состоит в браке в настоящий момент, стала аргентинская актриса Лусиана Педраса (исп. Luciana Pedraza). Лусиана младше Дюваля на 41 год. Пара сыграла свадьбу 6 октября 2004 года после семи лет фактического брака. В интервью, которое Роберт Дюваль дал интернет изданию WENN 28 октября 2003 года, он так прокомментировал[55] значительную разницу в возрасте между ним и его невестой: «Разница в возрасте никогда не смущала её. Мы везде ходим вместе и всё делаем вместе. Мы как будто всегда были знакомы»[56].

## Политические воззрения и общественная деятельность
Роберт Дюваль и его жена Лусиана Педраса поддерживают Республиканскую партию США. В предвыборной президентской кампании 2008 года они открывали встречу сенатора Маккейна и Сары Пэйлин с избирателями в Albuquerque Convention Center 6 сентября 2008 года, Дюваль также озвучивал видеоролик, представлявший Джона Маккейна на съезде Республиканской партии США. После появления в прессе критических публикаций о Саре Пэйлин, Роберт Дюваль позволил себе резкие высказывания в адрес репортёров. В частности, он обрушился на журналиста, раскритиковавшего Пэйлин, демонстративно сделав вид, что не может вспомнить его фамилию.
Дюваль занимает достаточно жёсткую позицию в отношении Кубы. Так, он отказался сниматься в фильме студии Dreamworks, спонсором которого должен был выступить Стивен Спилберг, и весьма язвительно прокомментировал высказывание Спилберга, заявившего после своей поездки на Кубу, что «…проведённые с Фиделем Кастро семь часов, были, в общем, лучшими в его жизни».
Актёр ведёт активную общественную деятельность, в частности он участвовал в акциях протеста по поводу строительства супермаркета рядом с мемориальным полем битвы времён Гражданской войны в штате Виргиния.
Дюваль является основателем благотворительного фонда «The Robert Duvall Children’s Fund». Фонд оказывает помощь детям Аргентины, финансированием строительства школ и больниц, помощь малоимущим. Помимо собственного фонда, Дюваль и его жена поддерживают иные благотворительные организации и мероприятия.

## Избранная фильмография
| Год  |     | Русское название                          | Оригинальное название                             | Роль                            |
| ---- | --- | ----------------------------------------- | ------------------------------------------------- | ------------------------------- |
| 1962 | ф   | Убить пересмешника                        | To Kill a MockingbirdIMDb                         | Артур «Страшила» Рэдли          |
| 1965 | ф   | Кошмар на палящем солнце                  | Nightmare in the SunIMDb                          | мотоциклист                     |
| 1966 | ф   | Погоня                                    | The ChaseIMDb                                     | Эдвин Стюарт                    |
| 1968 | ф   | Буллит                                    | BullittIMDb                                       | таксист Вайсберг                |
| 1968 | ф   | Обратный отсчет                           | CountdownIMDb                                     | Шиз                             |
| 1968 | ф   | Детектив                                  | The DetectiveIMDb                                 | Нестор                          |
| 1969 | ф   | Настоящее мужество                        | True GritIMDb                                     | Нед Пиппер                      |
| 1970 | ф   | Революционер                              | The RevolutionaryIMDb                             | Деспар                          |
| 1971 | ф   | Представитель закона                      | Lawman IMDb                                       | Вернон Адамс                    |
| 1971 | ф   | THX 1138                                  | THX 1138IMDb                                      | THX                             |
| 1972 | ф   | Крёстный отец                             | The GodfatherIMDb                                 | Том Хейген                      |
| 1972 | ф   | Завтра                                    | Tomorrow IMDb                                     | Джексон Фэнтри                  |
| 1972 | ф   | Великое нападении на Нортфилд в Миннесоте | The Great Northfield Minnesota RaidIMDb           | Джесси Джеймс                   |
| 1972 | ф   | Джо Кид                                   | Joe KiddIMDb                                      | Фрэнк Харлан                    |
| 1973 | ф   | Леди Лёд                                  | Lady IceIMDb                                      | Форд Пирс                       |
| 1973 | ф   | Жетон 373                                 | Badge 373IMDb                                     | Эдди Райн                       |
| 1973 | ф   | Команда                                   | The OutfitIMDb                                    | Эрл Маклин                      |
| 1974 | ф   | Крестный отец 2                           | The Godfather IIIMDb                              | Том Хейген                      |
| 1975 | ф   | Побег                                     | BreakoutIMDb                                      | Джей Вагнер                     |
| 1975 | ф   | Элита Убийц                               | The Killer EliteIMDb                              | Джордж Хансен                   |
| 1976 | ф   | Семипроцентный раствор                    | The Seven-Per-Cent SolutionIMDb                   | Доктор Ватсон/рассказчик        |
| 1976 | ф   | Телесеть                                  | NetworkIMDb                                       | Фрэнк Хэккет                    |
| 1976 | ф   | Орёл приземлился                          | The Eagle Has LandedIMDb                          | полковник Макс Редль            |
| 1977 | ф   | Величайший                                | The GreatestIMDb                                  | Билл Макдональд                 |
| 1978 | ф   | Бэтси                                     | The BetsyIMDb                                     | Лорен Хардман III               |
| 1979 | ф   | Апокалипсис сегодня                       | Apocalypse NowIMDb                                | подполковник Килгор             |
| 1979 | ф   | Великий Сантини                           | The Great SantiniIMDb                             | подполковник «Бык» Мичам        |
| 1979 | с   |                                           | Ike                                               | Дуайт Эйзенхауэр                |
| 1981 | ф   | Тайны исповеди                            | True ConfessionsIMDb                              | детектив Том Спелласи           |
| 1981 | ф   | Преследование Д. Б. Купера                | The Pursuit of D.B. CooperIMDb                    | отставной сержант Билл Груэн    |
| 1983 | ф   | Нежное милосердие                         | Tender MerciesIMDb                                | Мак Следж                       |
| 1984 | ф   | Каменный мальчик                          | The Stone BoyIMDb                                 | Джо Хиллерман                   |
| 1984 | ф   | Самородок                                 | The NaturalIMDb                                   | Макс Мерси                      |
| 1984 | ф   | Плавучий маяк                             | The LightshipIMDb                                 | Кэлвин Калвари                  |
| 1986 | ф   | Белизар Кейджнский                        | Belizaire the CajunIMDb                           | Священник                       |
| 1986 | ф   | Давайте выручим Гарри                     | Let's Get HarryIMDb                               | Норман Шрайк                    |
| 1987 | ф   | Отель «Колониаль»                         | Hotel ColonialIMDb                                | Роберто Карраско (Люка Веньери) |
| 1988 | ф   | Цвета                                     | ColorsIMDb                                        | офицер Боб Ходжес               |
| 1989 | с   | Одинокий голубь                           | Lonesome DoveIMDb                                 | Огастас «Гас» МакКри            |
| 1990 | ф   | История служанки                          | The Handmaid’s TaleIMDb                           | командующий                     |
| 1990 | ф   | Демонстрация силы                         | A Show of ForceIMDb                               | Говард                          |
| 1990 | ф   | Дни грома                                 | Days of thunderIMDb                               | Харри Ходж                      |
| 1991 | док | Сердца тьмы                               | Hearts Of Darkness: A Filmmakers's ApocalypseIMDb | в роли самого себя              |
| 1991 | ф   | Слабая роза                               | Rambling RoseIMDb                                 | Дэдди Хиллер                    |
| 1991 | ф   | Осуждённые                                | ConvictsIMDb                                      | Солл                            |
| 1992 | ф   | Чума                                      | The PlaqueIMDb                                    | Джозеф Гранд                    |
| 1992 | тф  | Сталин                                    | StalinIMDb                                        | Иосиф Сталин                    |
| 1992 | ф   | Продавцы новостей                         | NewsiesIMDb                                       | Джозеф Пулитцер                 |
| 1993 | ф   | Я боролся с Эрнестом Хемингуэем           | Wrestling Ernest HemingwayIMDb                    | Уолтер                          |
| 1993 | ф   | С меня хватит                             | Falling downIMDb                                  | детектив Мартин Прендергаст     |
| 1994 | ф   | Газета                                    | The PaperIMDb                                     | Берни Вайт                      |
| 1995 | ф   | Повод для разговоров                      | Something to Talk AboutIMDb                       | Вайли Кинг                      |
| 1995 | ф   | Алая буква                                | The Scarlet LetterIMDb                            | Роджер Чиллингворт              |
| 1995 | ф   | Счастливые звезды над Генриеттой          | The Stars Fell on HenriettaIMDb                   | Мистер Кокс                     |
| 1996 | ф   | Человек, который поймал Эйхмана           | The Man Who Captured EichmannIMDb                 | Адольф Эйхман                   |
| 1996 | ф   | Феномен                                   | PhenomenonIMDb                                    | Док Брандер                     |
| 1996 | ф   | Фамильное имущество                       | A Family ThingIMDb                                | Эрл Пилчер                      |
| 1997 | ф   | Апостол                                   | The ApostleIMDb                                   | проповедник Улисс Дэви          |
| 1998 | ф   | Столкновение с бездной                    | Deep impactIMDb                                   | Таннер                          |
| 1998 | ф   | Леший                                     | The Gingerbread ManIMDb                           | Диксон Досс                     |
| 1998 | ф   | Гражданский иск                           | A Civil ActionIMDb                                | Джером Фэтчер                   |
| 2000 | ф   | Цена победы                               | A Shot at GloryIMDb                               | Гордон Макклауд                 |
| 2000 | ф   | Угнать за 60 секунд                       | Gone in Sixty SecondsIMDb                         | Отто Халливелл                  |
| 2000 | ф   | Шестой день                               | The 6th dayIMDb                                   | доктор Гриффин Виэр             |
| 2002 | ф   | Джон Кью                                  | John QIMDb                                        | лейтенант Фрэнк Гримс           |
| 2002 | ф   | Убийственное танго                        | Assassination TangoIMDb                           | Джон Андерсон                   |
| 2003 | ф   | Боги и генералы                           | Gods and GeneralsIMDb                             | генерал Роберт Ли               |
| 2003 | ф   | Открытый простор                          | Open rangeIMDb                                    | Босс Спиармен                   |
| 2003 | ф   | Подержанные львы                          | Secondhand LionsIMDb                              | Хаб                             |
| 2005 | ф   | Бей и кричи                               | Kicking & ScreamingIMDb                           | Бак Уэстон                      |
| 2005 | ф   | Здесь курят                               | Thank You for SmokingIMDb                         | капитан                         |
| 2007 | ф   | Везунчик                                  | Lucky youIMDb                                     | Эл Си Чивер                     |
| 2007 | ф   | Хозяева ночи                              | We own the nightIMDb                              | Берт Грузинский                 |
| 2008 | ф   | Четыре Рождества                          | Four ChristmasesIMDb                              | Говард                          |
| 2009 | ф   | Дорога                                    | The RoadIMDb                                      | Старик                          |
| 2009 | ф   | Похороните меня заживо                    | Get LowIMDb                                       | Феликс Буш                      |
| 2009 | ф   | Сумасшедшее сердце                        | Crazy HeartIMDb                                   | Уэйн Крамер                     |
| 2011 | ф   | Семь дней в утопии                        | Seven Days in Utopia                              | Джонни Кроуфорд                 |
| 2012 | тф  | Хемингуэй и Геллхорн                      | Hemingway & Gellhorn                              | русский генерал                 |
| 2012 | ф   | Машина Джейн Мэнсфилд                     | Jayne Mansfield's Car                             | Джим Калдуэлл                   |
| 2012 | ф   | Джек Ричер                                | Jack Reacher                                      | Кэш                             |
| 2013 | ф   | Ночь в старой Мексике                     | A Night in Old Mexico                             | Ред                             |
| 2014 | ф   | Судья                                     | The Judge                                         | судья Джозеф Палмер             |
| 2018 | ф   | Вдовы                                     | Widows                                            | Том Маллиган                    |
| 2022 | ф   | Прорваться в НБА                          | Hustle                                            | Рекс Меррик                     |

## Награды и признание
18 сентября 2003 года за вклад в развитие кино Роберт Дюваль получил именную звезду на голливудской «Аллее славы».
В 2005 году Дюваль был награждён «Национальной медалью США в области искусств» (англ. National Medal of Arts). Награждение проходило в Белом Доме, вручал награду Джордж Буш.
В общей сложности за свою актёрскую карьеру Дюваль был 111 раз номинирован на получение различных премий и получил 62 профессиональные награды.
| Награда                        | Год  | Категория                                         | Фильм/Телесериал                | Результат |
| ------------------------------ | ---- | ------------------------------------------------- | ------------------------------- | --------- |
| Оскар                          | 1973 | Лучшая мужская роль второго плана                 | Крёстный отец                   | Номинация |
| Оскар                          | 1980 | Лучшая мужская роль второго плана                 | Апокалипсис сегодня             | Номинация |
| Оскар                          | 1981 | Лучшая мужская роль                               | Великий Сантини                 | Номинация |
| Оскар                          | 1984 | Лучшая мужская роль                               | Нежное милосердие               | Победа    |
| Оскар                          | 1998 | Лучшая мужская роль                               | Апостол                         | Номинация |
| Оскар                          | 1999 | Лучшая мужская роль второго плана                 | Гражданский иск                 | Номинация |
| Оскар                          | 2015 | Лучшая мужская роль второго плана                 | Судья                           | Номинация |
| BAFTA                          | 1973 | Лучшая мужская роль второго плана                 | Крёстный отец                   | Номинация |
| BAFTA                          | 1978 | Лучшая мужская роль второго плана                 | Телесеть                        | Номинация |
| BAFTA                          | 1980 | Лучшая мужская роль второго плана                 | Апокалипсис сегодня             | Победа    |
| Золотой глобус                 | 1980 | Лучшая мужская роль второго плана                 | Апокалипсис сегодня             | Победа    |
| Золотой глобус                 | 1984 | Лучшая мужская роль в драме                       | Нежное милосердие               | Победа    |
| Золотой глобус                 | 1990 | Лучшая мужская роль в мини-сериале или телефильме | Одинокий голубь                 | Победа    |
| Золотой глобус                 | 1993 | Лучшая мужская роль в мини-сериале или телефильме | Сталин                          | Победа    |
| Золотой глобус                 | 1999 | Лучшая мужская роль второго плана                 | Гражданский иск                 | Номинация |
| Золотой глобус                 | 2007 | Лучшая мужская роль в мини-сериале или телефильме | Прерванный путь                 | Номинация |
| Золотой глобус                 | 2015 | Лучшая мужская роль второго плана                 | Судья                           | Номинация |
| Эмми                           | 1989 | Лучшая мужская роль в мини-сериале или фильме     | Одинокий голубь                 | Номинация |
| Эмми                           | 1993 | Лучшая мужская роль в мини-сериале или фильме     | Сталин                          | Номинация |
| Эмми                           | 1997 | Лучшая мужская роль в мини-сериале или фильме     | Человек, который поймал Эйхмана | Номинация |
| Эмми                           | 2007 | Лучший мини-сериал или фильм                      | Прерванный путь                 | Победа    |
| Эмми                           | 2007 | Лучшая мужская роль в мини-сериале или фильме     | Прерванный путь                 | Победа    |
| Премия Гильдии киноактёров США | 1997 | Лучшая мужская роль в телефильме или мини-сериале | Человек, который поймал Эйхмана | Номинация |
| Премия Гильдии киноактёров США | 1998 | Лучшая мужская роль                               | Апостол                         | Номинация |
| Премия Гильдии киноактёров США | 1999 | Лучшая мужская роль второго плана                 | Гражданский иск                 | Победа    |
| Премия Гильдии киноактёров США | 2007 | Лучшая мужская роль в телефильме или мини-сериале | Прерванный путь                 | Номинация |
| Премия Гильдии киноактёров США | 2011 | Лучшая мужская роль                               | Похороните меня заживо          | Номинация |
| Премия Гильдии киноактёров США | 2015 | Лучшая мужская роль второго плана                 | Судья                           | Номинация |